# Hollywood Undead
Gli Hollywood Undead sono un gruppo musicale rap rock statunitense, formatosi a Los Angeles nel 2005. La particolarità del gruppo è che tutti i componenti usano pseudonimi e indossano una propria maschera unica, la maggior parte delle quali sono basate sul disegno della maschera da portiere di hockey. Gli attuali componenti del gruppo sono Charlie Scene, Danny, Funny Man, J -Dog e Johnny 3 Tears.
Hanno pubblicato il loro album di debutto Swan Songs il 2 settembre 2008, a cui ha fatto seguito l'album dal vivo Desperate Measures, uscito il 10 novembre 2009. Il loro secondo album in studio, American Tragedy, è stato pubblicato il 5 aprile 2011. Il loro terzo album in studio, intitolato Notes from the Underground, è stato pubblicato l'8 gennaio 2013. Ad esso hanno fatto seguito Day of the Dead, uscito nel marzo 2015, Five nell'ottobre 2017, New Empire, Vol. 1, uscito il 14 febbraio 2020, seguito da New Empire, Vol. 2, uscito il 4 dicembre 2020. L'ultimo album pubblicato è Hotel Kalifornia, uscito il 12 agosto 2022.

## Storia del gruppo

### Primi anni (2005-2007)
Il gruppo è nato il 3 giugno 2005 da una canzone intitolata The Kids che Jorel Decker (J-Dog) e Aron Erlichman (Deuce) pubblicarono sul profilo di Myspace del gruppo, cosa che li condusse a formare il gruppo Hollywood Undead con i loro amici Jeff Philips (Shady), George Ragan (Johnny 3 Tears), Jordon Terrell (Charlie Scene), Dylan Alvarez (Funny Man), e Matthew St. Claire (Da Kurlzz). In un'intervista con la rivista Shave, J-Dog ha spiegato che quando formarono il gruppo «chi era in sala al momento e suonava uno strumento è stato ammesso nel gruppo». Shady Jeff successivamente ha abbandonato il gruppo per ragioni attualmente sconosciute al pubblico. Attualmente lavora come meccanico e sta lavorando sulla conversione di auto diesel in veicoli che possono funzionare con olio vegetale.

### Swan SongseDesperate Measures(2007-2009)
Il loro album di debutto Swan Songs ha richiesto un anno di lavoro. Gli altri due anni sono stati spesi alla ricerca di un'etichetta discografica che non avrebbe cercato di censurare l'album. In primo luogo hanno firmato un contratto discografico con la MySpace Records nel 2005, abbandonandola in un secondo momento dopo che quest'ultima ha cercato di censurare il loro album. Hanno poi firmato un contratto con la A&M Records e il loro primo album, Swan Songs è stato pubblicato il 2 settembre 2008 e raggiunto la posizione numero 22 della Billboard 200 nella prima settimana di uscita, vendendo 21 000 copie. L'album è stato poi pubblicato nel Regno Unito il 18 maggio 2009 con due bonus track. Il 23 giugno 2009, gli Hollywood Undead hanno pubblicato l'EP Swan Songs B-Sides EP tramite iTunes.
Il novembre 2009 il gruppo ha pubblicato l'album dal vivo Desperate Measures, che racchiude un CD di sei brani inediti (di cui tre cover), un remix del brano Everywhere I Go e sei registrazioni dal vivo di altrettanti brani tratti da Swan Songs e un DVD di un concerto intero del gruppo. Nel dicembre 2009, la band ha vinto il Best Crunk/Rock Rap Artist al Rock on Request Awards. Nella sua prima settimana di uscita,Desperate Measures ha raggiunto la 29ª posizione nella Billboard 200. Ha inoltre raggiunto la posizione numero 10 nella classifica Rock Albums della Billboard, la nº 8 sul classifica Alternative Albums, la nº 5 nella classifica Hard Rock Albums, e la nº 15 nella classifica Digital Albums.

### L'allontanamento di Deuce (2010)
All'inizio del 2010, gli Hollywood Undead hanno annunciato l'abbandono del cantante Deuce, allontanatosi a causa di divergenze musicali. Sentori di un allontanamento di Deuce erano stati notati quando lui non ha preso parte al tour Vatos Locos. Dopo un paio di settimane in tour, il gruppo ha chiesto ad un amico di lunga data, Daniel Murillo, di prendere il posto di Deuce. Questo è accaduto poco dopo che Murillo aveva passato le audizioni per la nona stagione di American Idol. Murillo decise di abbandonare la competizione e unirsi al gruppo. Daniel Murillo era anche il cantante dei Lorene Drive, che è tuttora in pausa per via del suo coinvolgimento con gli Hollywood Undead. Deuce ha poi pubblicato un brano intitolato Story of a Snitch, indirizzato al gruppo, sostenendo di essere stato espulso. Il gruppo ha dichiarato che non vogliono "abbassarsi al suo livello" e ha scelto di ignorare semplicemente la polemica. A metà gennaio, il gruppo ha reso formale l'entrata di Daniel Murillo, il quale ha assunto il soprannome di "Danny".
Non si sapeva molto circa la situazione fino a quando l'argomento è stato portato dall'intervistatore Bryan Stars su YouTube. Johnny 3 Tears e Da Kurlzz hanno comunicato all'intervistatore che il gruppo doveva accontentare costantemente Deuce durante il tour. "È stato così un male che io non credo che ci sarebbe stato un'altra canzone se fosse stato ancora con noi" ha detto Da Kurlzz all'intervistatore, "Abbiamo fatto di tutto per accogliere Deuce". Johnny 3 Tears, stancatosi dell'argomento, ha concluso: "Era solo che non gli piaceva essere sulla strada, quindi avremmo dovuto fare le cose solo a modo suo per renderlo felice. Egli ha anche affermato di scrivere tutte le canzoni, e tutto questo B.S.". La band ha deciso in seguito di lasciar cadere l'argomento, dicendo di aver superato la situazione e preferendo non entrare troppo nel dettaglio.
Martini Beerman di rock.com ha intervistato Charlie Scene e J-Dog, ed i due hanno deciso di spiegare gli eventi finali che hanno portato alla scissione. Charlie Scene ha detto all'intervistatore: "Lui voleva che il suo assistente personale (Jimmy Yuma) venisse in tour. Nessuno di noi ha assistenti personali, non siamo egocentrici. Non ne abbiamo bisogno, e ha voluto che il gruppo lo pagasse e l'abbiamo fatto per quattro mesi. Dopo di che ci siamo detti 'Noi non pagheremo 800 dollari a settimana per tenerci il tuo amico in tour'. Siamo andati all'aeroporto per prendere il volo per il nostro prossimo tour e lui non si è presentato. Eravamo in un momento come 'Che cazzo facciamo adesso?', lo abbiamo chiamato e lui non ha risposto. Così per le prime 2 settimane di quel tour, ho cantato tutte le sue parti."

### American Tragedy(2010–2011)
Il 1º luglio 2010 gli Hollywood Undead hanno rivelato di essere al lavoro su nuovo materiale, annunciando che il secondo album sarebbe stato pubblicato verso la fine del 2010. L'8 dicembre 2010 è stata pubblicata la copertina del singolo Hear Me Now, pubblicato il 13 dicembre nelle radio statunitensi e successivamente distribuito digitalmente sull'iTunes Store britannico il 25 febbraio 2011. La canzone tratta di una persona depressa e senza speranza e, secondo il blog radio di AOL, il contrasto di melodie e strumenti rende questo un grande "American Rock Smash". Nel 2011 è stato pubblicato il secondo album in studio del gruppo, intitolato American Tragedy. Ad esso hanno fatto seguito l'album di remix American Tragedy Redux, pubblicato il 21 novembre 2011, e il secondo singolo Levitate, pubblicato il 6 dicembre dello stesso anno.